# Méon

Méon este o comună în departamentul Maine-et-Loire, Franța. În 2009 avea o populație de 262 de locuitori.